# Guadiamar
A Guadiamar egy folyó Délnyugat-Spanyolországban. A Guadalquivir utolsó jobb oldali mellékfolyójaként közvetlenül a tengerpart előtt ömlik abba.

## Neve
A Guadiamar neve a spanyolországi földrajzi és településnevek többségéhez hasonlóan mór eredetű, a Guadi- folyóvölgyet, időszakosan részlegesen kiszáradt folyóvölgyet, magyarul aszót jelent, a név 2.: -amar felének eredete már nem egyértelmű, származhat indoeurópai szóból is, de több arab eredetű szó, például herceg, vörös és egyebek is szóba jöhet.

## Földrajz
A Guadiamar folyó a  Sierra Morenából ered, El Castillo de las Guardas településhez közel. Érinti: Gerena, Sanlúcar la Mayor, Benacazón, Aznalcázar, Villanueva del Ariscal, Espartinas településeket a torkolat előtt a tengerparti Doñana Nemzeti Parknál.
A Guadiamar medencéje 3 különféle típusú tájból áll össze. Az eredetnél nagy lejtésű, itt főleg tölgyesek kombinált cserjés és füves területek és fenyő és eukaliptusz teljes ültetvények vannak. A középső szinte sík vidékén főleg olajfaligetek és szántóföldek találhatók, míg a torkolatnál a mocsarasabb vidéket kedvelő növények, vad- és madárvilág érzik otthonosan magukat.

## Ókor
A folyó írásos forrásokban először a rómaiaknál Maenoba néven jelent meg. A római időben településről településre fejlődött a területe.
Az I. században Gerena térségétől kezdve az akkori Itálica nevű városig Itálica-csatorna néven közmű épült. Ahogy nőtt a város, a Huelva tartománybéli Tejada felől is épült egy csatorna. Aznalcázar felől ma is láthatók egy római korban készült híd maradványai.

## Közelmúlt
1998-ban baleset történt a svéd-kanadai Boliden-APIRSA által üzemeltetett Aznalcóllar-bányában. A baleset során sok, mérgezőmennyiségben cinket és arzént tartalmazó anyag került a folyóba.
2008-ban, 10 évvel később Sevillában átfogó kiállítás mutatta be a terület a közvetlen szennyeződéstől elvégezett közvetlen megtisztítását. A 2000-es évek második felétől már a környék környezeti és gazdasági helyreállítása folyik.

## Jövő
A Guadiamar zöld folyosója – El Corredor Verde del Guadiamar – a Doñana park nagyon fontos része, mely a WHC 685-ös számán világörökségi területként megmentendő. A WWF és más civil szervetekkel készülő megújító fejlesztési projektet, 2015. február 1-éig kell a kormányzati szerveknek benyújtania

## Külső hivatkozások
- Fotografías del Guadiamar en Flickr
- Corredor Verde del Guadiamar
- Sendero del Guadiamar
- Los paisajes del Guadiamar.pdf
- Guadiamar, ciencia, técnica y restauración. El accidente minero diez años después. Héctor Garrido (Ed.). CSIC (2008).